# Aphanius dispar richardsoni
Aphanius dispar richardsoni és una subespècie de peix pertanyent a la família dels ciprinodòntids. Pot arribar a fer 7 cm de llargària màxima. És un peix d'aigua dolça i salabrosa, bentopelàgic, no migratori i de clima subtropical (15 °C-24 °C), el qual viu en poblacions aïllades en corrents lents, entre algues i pedres, i amb una àmplia gamma de temperatures i salinitats. Es troba a Àsia: l'àrea del mar Mort (Israel i Jordània). És inofensiu per als humans i difícil de mantindre en un aquari.